# Никоноров, Борис Николаевич
Бори́с Никола́евич Никоно́ров (25 января 1939, Москва — 30 августа 2015, там же) — советский боксёр лёгкой и полулёгкой весовых категорий, выступал за сборную СССР во второй половине 1950-х — первой половине 1960-х годов. Участник летних Олимпийских игр в Риме, обладатель серебряной медали чемпионата Европы, шестикратный победитель национального первенства, обладатель Кубка СССР, заслуженный мастер спорта. Также известен как тренер, был наставником сборной Болгарии, имеет звание заслуженного тренера Советского Союза.

## Биография
Родился 25 января 1939 года в Москве.
В детстве мечтал стать известным футболистом, однако в футбольные секции его не брали из-за плохих физических данных, и мальчику пришлось записаться на бокс. Активно заниматься боксом начал в возрасте четырнадцати лет, тренировался под руководством Александра Карпушина в 28-м московском ремесленном училище, где учился на электрика. Из-за низкого роста и небольшого веса долгое время не имел подходящих соперников и спарринг-партнёров, на первых в своей жизни соревнованиях вышел против юниора весом на 5 кг больше и потерпел поражение. В 1955 году после окончания училища по распределению попал в «Центрэлекторомонтажстрой», откуда его направили на строительство подстанции в деревню Заря, Владимирская область. Тем не менее, всё это время юноша не прекращал тренироваться, и вскоре к нему пришли первые победы.
Впервые Никоноров заявил о себе в 1957 году, когда в категории до 51 кг выиграл молодёжное первенство СССР в Таллинне — эта победа открыла ему дорогу в национальную сборную и влиятельное спортивное общество «Трудовые резервы», спортсмена стали приглашать на общекомандные сборы, где он получил возможность тренироваться бок о бок с выдающимися советскими боксёрами, такими как Виктор Меднов, Анатолий Перов, Юрий Егоров и др. «Тренироваться рядом с такими бойцами было большим везением, подарком судьбы. Я тянулся за ними, впитывал как губка всё, что подмечал в их тренировках, старался подражать». В этот период он проходил подготовку у заслуженного тренера СССР Александра Александровича Чеботарёва.
В 1958 году Никоноров впервые побывал на зональных отборочных соревнованиях взрослого чемпионата СССР, из-за ошибки организаторов ему пришлось выступать в категории до 57 кг (при том, что обычный его соревновательный вес ранее не превышал 51 кг). Несмотря на это, он всё же прошёл отбор и попал в финальный турнир, где сумел дойти до финального матча, проиграв лишь действующему олимпийскому чемпиону Владимиру Сафронову, раздельным решением судей 3:2. На следующем национальном первенстве, которое проходило в рамках II летней Спартакиады народов СССР, Никоноров вновь встретился в финале с Сафроновым, но на сей раз вышел из противостояния победителем, уже в двадцатилетнем возрасте стал чемпионом Советского Союза.
На чемпионате СССР 1960 года Борис Никоноров подтвердил свой чемпионский статус, причём в решающем матче победил будущего олимпионика Станислава Степашкина. На сборах перед летними Олимпийскими играми Риме главный тренер Сергей Щербаков требовал удерживать соревновательный вес в течение двух месяцев до начала турнира, что очень плохо сказалось на подготовке Никанорова. «Я бы мог немного расслабиться, чуть отпустить вес, чтобы полегче было готовиться к соревнованиям. А вместо этого приходилось недоедать, недопивать, бегать кроссы в двух шерстяных костюмах, париться в четыре веника — выматывать себя до предела, поскольку взвешивание проводили практически каждый день». В первом своём матче спортсмен со счётом 5:0 победил американца Никоса Спанакоса, и это первая в истории Олимпийских игр победа советского боксёра над представителем США. Бой получился настолько напряжённым, что в раздевалке от истощения и перенапряжения Никаноров потерял сознание. Второй матч протекал значительно легче, аргентинец Карлос Аро, чемпион Панамериканских игр 1959 года, не сумел составить конкуренцию Никонорову. Однако в четвертьфинале советский боксёр всё же потерпел поражение, раздельным спорным решением судей от итальянца Франческо Муссо (который в итоге стал олимпийским чемпионом).
В 1961 году Никоноров выиграл командный Кубок СССР, а год спустя вновь был первым в зачёте национального первенства. На чемпионате Европы 1963 года в Москве сумел дойти до финала, но в решающем матче по очкам уступил венгру Яношу Кайди. Боксировал на III летней Спартакиаде народов СССР, где завоевал уже четвёртый в своей карьере чемпионский титул. Оставаясь сильнейшим советским боксёром в лёгкой весовой категории, должен был ехать на Олимпийские игры 1964 года в Токио, однако незадолго до начала соревнований, играя в футбол, получил перелом ноги. Впоследствии ещё дважды становился чемпионом СССР, в 1965 и 1966 годах, удостоился званий «Заслуженный мастер спорта» и «Выдающийся боксёр». Всего за карьеру провёл 265 боёв, из них 250 окончил победой.
Начиная с 1966 года перешёл на тренерскую работу в «Трудовых резервах», работал с молодыми боксёрами, так, за первые полтора года пятеро его учеников стали победителями юношеского первенства Москвы. В 1970 году поступило предложение возглавить сборную Болгарии, несколько лет Никоноров работал в этой стране по контракту, практически с нуля создал новую команду, ездил с ней на Олимпийские игры 1972 года в Мюнхен, где двое его воспитанников попали в число призёров: Ангел Ангелов получил серебряную медаль в категории до 63,5 кг, Георгий Костадинов стал олимпийским чемпионом категории до 51 кг. В 1974 году, после окончания контракта, удостоился звания заслуженного тренера Болгарии и двух медалей «За особые заслуги». Вернувшись в Москву, одновременно с работой в «Трудовых резервах» Никоноров занимал должность помощника главного тренера сборной Константина Копцева, в 1989 году за подготовку сборной СССР к чемпионату мира, где советские боксёры впервые выиграли пять золотых медалей и командное первенство, получил звание «Заслуженный тренер СССР». В период 1992—2007 в течение пятнадцати лет занимал пост старшего тренера сборной Москвы по боксу. Умер 30 августа 2015 года в Москве. Похоронен на Волковском кладбище (Мытищи). Ежегодно в столице проходит юношеский турнир имени Бориса Николаевича Никонорова.

## Спортивные достижения
Международные
- Чемпионат Европы по боксу 1963 года —

Всесоюзные
- Обладатель Кубка СССР по боксу 1961 года —
- II летняя Спартакиада народов СССР 1959 года —
- III летняя Спартакиада народов СССР 1963 года —
- Чемпионат СССР по боксу 1958 года —
- Чемпионат СССР по боксу 1959 года —
- Чемпионат СССР по боксу 1960 года —
- Чемпионат СССР по боксу 1962 года —
- Чемпионат СССР по боксу 1963 года —
- Чемпионат СССР по боксу 1964 года —
- Чемпионат СССР по боксу 1965 года —
- Чемпионат СССР по боксу 1966 года —
- Первенство СССР среди юношей по боксу 1957 года —

### Спортивные звания и награды
- «Выдающийся боксёр СССР» (1965)
- Заслуженный мастер спорта СССР (1965)
- Заслуженный тренер СССР (1989)

## Почётные звания и награды
- Юбилейная медаль «За доблестный труд. В ознаменование 100-летия со дня рождения Владимира Ильича Ленина» (1970)
- Медаль НРБ «За особые заслуги» (1972, 1974)
- Почетный золотой знак Софийского городского Совета физической культуры (1973)
- Медаль «Ветеран труда» (1986)
- Почётный знак «Ветеран бокса России» (1997)
- Заслуженный работник физической культуры Российской Федерации (1999)
- Почётный знак «За заслуги в развитии олимпийского движения в России» (1999)
- Почётный знак «За заслуги в развитии физической культуры и спорта в Москве» (2000)
- Медаль «80 лет Госкомспорту России» (2003)
- Медаль «85 лет Москомспорту» (2008)
- Почётная грамота «За большой вклад в развитие физической культуры и спорта в России» (2009)
- Благодарность президента Федерации бокса России (2009)